# František Pluhař
František Pluhař (* 11. února 1937) je bývalý český politik, v 90. letech 20. století poslanec České národní rady a Poslanecké sněmovny za ODS.

## Biografie
Ve volbách v roce 1992 byl zvolen do České národní rady za ODS (volební obvod Severomoravský kraj). Do prosince 1992 zasedal ve výboru pro veřejnou správu, regionální rozvoj a životní prostředí, pak ve výboru pro sociální politiku a zdravotnictví.
Od vzniku samostatné České republiky v lednu 1993 byla ČNR transformována na Poslaneckou sněmovnu Parlamentu České republiky. Zde setrval do sněmovních voleb v roce 1996. V senátních volbách na podzim 1996 neúspěšně kandidoval do horní komory parlamentu za senátní obvod č. 75 - Karviná. Kandidoval jako člen ODS ale coby nezávislý kandidát (ODS měla v tomto obvodu svého oficiálního kandidáta). Získal ale jen necelých 5 % hlasů a nepostoupil do 2. kola.
V komunálních volbách v roce 1994 byl za ODS zvolen do zastupitelstva města Karviná. Za ODS pak neúspěšně do tamního zastupitelstva kandidoval i v komunálních volbách v roce 1998. Profesně je uváděn jako lékař.